# Penelope, Texas
Penelope là một thị trấn thuộc quận Hill, tiểu bang Texas, Hoa Kỳ. Năm 2010, dân số của thị trấn này là 198 người.

## Dân số
- Dân số năm 2000: 211 người.
- Dân số năm 2010: 198 người.